# Allaxius picteti
Allaxius picteti är en kräftdjursart som först beskrevs av Leo Zehntner 1894.  Allaxius picteti ingår i släktet Allaxius och familjen Axiidae. Inga underarter finns listade i Catalogue of Life.